# Tradição de Maricá
O Grêmio Recreativo Escola de Samba Tradição de Maricá é uma escola de samba de Maricá.
- NOSSA HISTÓRIA:

O Grêmio Recreativo Escola de Samba Tradição de Maricá foi fundada em 03 de agosto de 1993 no Loteamento Jardim Nova Metrópoles, no bairro Itapeba, oriundo do Bloco Carnavalesco Rola Cansada.
Suas cores são o verde, branco e ouro, tendo como símbolo a ave pomba-rolinha asa branca.
- NOSSA MISSÃO:

Estarmos sempre ativos, em busca e, em oferecimento de projetos, visando contrapartidas sociais das Escolas de Samba junto a cidade.
Acreditamos que a “festa” (o desfile) é sim de suma importância artística, cultural e de fomento econômico para com a cidade. Porém, uma Escola de Samba pode – e deve – ser reconhecida como um instrumento de arte, cultura e cidadania. 
Não desejamos ser uma Escola de Samba que existe apenas porque desfila e sim desfilar, sempre, porque existimos como um aparelho social formador e transformador, perante a sociedade.
- NOSSAS CONQUISTAS:

A agremiação sagrou-se tricampeã, consecutiva, do grupo especial, por duas ocasiões: nos carnavais de 2001, 2002 e 2003, assim como em 2005, 2006, 2007 e, em 2024, no retorno dos desfiles oficiais da cidade de Maricá, conquistou mais um título, totalizando 7 títulos no grupo especial da cidade. 
Além dos títulos no grupo especial, tem 1 título pelo grupo de acesso, 4 vice-campeonatos e uma 3a colocação, ambas no grupo especial, sendo a maior campeã do carnaval de Maricá.

## Carnavais
| Ano  | Colocação | Grupo    | Enredo                                                                                        | Carnavalesco      | Ref         |
| ---- | --------- | -------- | --------------------------------------------------------------------------------------------- | ----------------- | ----------- |
| 2005 | Campeã    | Especial |                                                                                               |                   | [ 2 ]       |
| 2006 | Campeã    | Especial | Feira de São Cristóvão - A Tradição do Nordeste é Aqui!                                       |                   | [ 2 ]       |
| 2007 | Campeã    | Especial | A noite, o encontro do infinito, magia, encanto e Sedução desfilando na Passarela da Tradição |                   | [ 3 ] [ 2 ] |
| 2024 | Campeã    | Especial | A Asa Branca Tradição e a saga do sambaião                                                    | Renato Figueiredo |             |